# Liste der Monuments historiques in Grézillac
Die Liste der Monuments historiques in Grézillac führt die Monuments historiques in der französischen Gemeinde Grézillac auf.

## Liste der Bauwerke
| Bezeichnung          | Beschreibung                      | Standort | Kennzeichnung | Schutzstatus | Datum | Bild |
| -------------------- | --------------------------------- | -------- | ------------- | ------------ | ----- | ---- |
| Schloss Franquinotte | Erbaut Mitte des 18. Jahrhunderts | (Lage)   | PA33000004    | Inscrit      | 1996  |      |
| Schloss Mouchac      | Erbaut im 15. Jahrhundert         | (Lage)   | PA00083565    | Inscrit      | 1986  |      |
| Kirche Notre-Dame    | Erbaut ab dem 12. Jahrhundert     | (Lage)   | PA00083566    | Inscrit      | 1965  |      |
| Reposoir             | Erbaut im 17. Jahrhundert         | (Lage)   | PA00083567    | Inscrit      | 1965  |      |

## Liste der Objekte
| Bezeichnung               | Beschreibung           | Standort                        | Kennzeichnung | Schutzstatus | Datum | Bild |
| ------------------------- | ---------------------- | ------------------------------- | ------------- | ------------ | ----- | ---- |
| Skulptur Madonna mit Kind | Stein, 17. Jahrhundert | in der Kirche Notre-Dame (Lage) | PM33001593    | Inscrit      | 1986  |      |